# Valenciennellus carlsbergi
Valenciennellus carlsbergi är en fiskart som beskrevs av Bruun, 1931. Valenciennellus carlsbergi ingår i släktet Valenciennellus och familjen pärlemorfiskar. Inga underarter finns listade i Catalogue of Life.